# ذخیره‌سازی فصلی انرژی حرارتی
ذخیره‌سازی فصلی انرژی حرارتی یا STES ذخیره گرما یا سرما برای مدت چند ماهه است. زمانی‌هایی که انرژی حرارتی موجود است، می‌توان آن‌ها را برای استفاده در مکان‌ها و زمان‌هایی که گرما نیاز است ذخیره کرد. از جمله شامل ماه‌های زمستان نیز است. گرمای هدر رفته از روند کاری صنایع نیز به همین شکل می‌تواند ذخیره شود و بعداً مورد استفاده قرار گیرد. یا حتی سرمای طبیعی حاصل از هوا در زمستان می‌تواند ذخیره شود و به عنوان تهویه هوا در تابستان بکار رود. ذخایر STES می‌تواند سیستم‌های گرمایشی منطقه‌ای برای مثال یک ساختمان یا یک مجتمع را پوشش دهد. در میان ذخایر فصلی که برای گرمایش به کار می‌روند، معمولاً بازهٔ طراحی حداکثر دمای سالانه بین ۲۷ تا ۸۰ درجه سانتیگراد (۶/۸۰ تا ۱۷۶ درجه فارنهایت) است. اختلاف دمای ذخایر در طول دوره‌های خاصی از سال می‌تواند ده‌ها درجه باشد. در بعضی از سیستم‌ها از پمپ‌های حرارتی برای آسان‌سازی شارژ و تخلیه ذخایر در کل دوره یا بخشی از آن استفاده می‌شود. یک روش غیرمعمول (کم کاربرد) در فناوری STES روش ذخیره‌سازی بین فصلی انرژی حرارتی است.
یک نمونه از گونه‌های مختلف STES به خوبی قابلیت ذخیره‌سازی میان فصلی حرارت را نشان می‌دهد. در آلبرتای کاناداDrakeLanding solar (که از سال۲۰۰۷ فعال است) ۹۷٪ از حرارت سالانه خود را از سیستم حرارت منطقه توسط گرمای خورشیدی حاصل از پنل‌های گرمایی خورشیدی روی سقف پارکینگ‌ها به دست می‌آورد. این شاهکار یک رکورد جهانی استکه توسط ذخیره گرمای میان فصلی در حجم زیاد از سنگ منطقه که زیر پارک مرکزی است حاصل شده‌است. تبادل حرارت از طرف مجموعه از ۱۴۴ گمانه که در عمق ۳۷ متری داخل زمین حفر شده‌است رخ می‌دهد. هر گمانه ۱۵۵ میلی‌متر قطر دارد. (۱/۶ اینچ) و شامل یک مبدل حرارتی ساده ساخته شده از لوله پلاستیکی با قطر کم است که از طریق آن آب به چرخه در می‌آیدو پمپ‌های حرارتی درگیر نیستند. بزرگترین گودال ذخیره جهان (۲۰۰٫۰۰۰ متر مکعب) در دانمارک در حال ساخت است و اجازه می‌دهد که انرژی خورشیدی ۵۰٪از انرژی سالانه را برای بزرگترین سیستم گرمایشی خورشیدی فعال جهان تأمین کند.

## فناوری

### STES
گونه‌های متفاوتی از فناوری STES وجود دارد که دامنه کاربری وسیعی از ساختمان‌های کوچک یک طبقه تا مجموعه شبکه حرارتی منطقه را می‌پوشاند. در صورت کلی بازده افزایش می‌یابد وبا تغییر اندازه هزینهٔ ساخت و سازهای خاص کاهش می‌یابد.
UTES (ذخایر انرژی حرارتی زیر زمینی)، که در آن رسانه ذخیره‌سازی ممکن است قشرها زمین‌شناس اعم از زمین یا شن تا سنگ بستر باشد یا سفره‌های آبی باشد فناوری UTES شامل:
ATES (ذخایر انرژی گرمایی سفره‌های آبی)، ذخایر ATES از یک رابطه از مجموع دو یا چند چاه در سفره‌های آبی عمیق موجود در بین لایه نفوذ ناپذیر زمین‌شناسی بالا و پایین تشکیل شده‌است. نیمی از روابط برای استخراج آب و نیمی دیگر برای دوباره تزریق کردن آب است؛ بنابراین ستون‌های آبی با وجود استخراج در تعادل هیدرولوژیکی باقی می‌مانند. رسانه مخازن گرما یا سرما شامل آب وبستر که پوشانده است. ساختمان رایتاگ آلمان از تاریخ ۱۹۹۹ به وسیلهٔ ذخایر ATES که در دو سفره آبی در اعماق مختلف هستند، گرم و سرد شده‌است.
در هلند در حال حاضر، بیش از ۱۰۰۰ سیستم ATES است که در گزینهٔ ساخت وساز استاندارد است. در کالج ریچارد استاکتون (نیوجرسی) برای چندین سال مشغول کار است. ATES بخاطر اینکه معمولاً جاهای کمتری برای کندن نیاز دارد هزینه نصب کمتری در مقایسه با BTES دارد اما هزینهٔ عملیاتی بالاتری دارد. ATES همچنین نیاز به شرایط زیر زمینی خاصی برای نمونه وجود سفره آبی، برای امکان‌پذیر بودن دارد.

### BTES(گمانه ذخایر انرژی گرمائی)
ذخایر BTES می‌توانند زمانی که گمانه‌ها صفر می‌شوند ساخته شوند، آن‌ها شامل یک تا صدها گمانهٔ عمودی با قطر معمول ۱۵۵ میلی‌متر می‌باشند. سیستم‌ها دراندازه‌های متفاوت از جمله سیستم با اندازهٔ بسیار بزرگ ساخته شده‌است. قشرها زمین می‌توانند متفاوت باشند مثلاً شن تا صخره‌هایی بلورین و بسته به فاکتورهای مهندسی عمق می‌تواند از ۵۰ تا ۳۰۰ متر (۱۶۴ تا ۹۸۴ فوت) متغیر باشد فاصله‌ها می‌توانند در بازهٔ ۳ تا ۸ متر (۸/۹ تا ۲/۲۶ فوت) متغیر باشد.
مبدل‌های حرارتی برای پیش‌بینی تغییرات فصلی دما در داخل زمین می‌توانند به کار گرفته شود. از جمله برقرار کردن یک سیستم دمای پایدار که توسط برقراری رابطه بین ورودی و خروجی گرما دردوره‌ای چند ساله بدست می‌آید. دمای گرم مخازن حرارتی فصلی می‌تواند با استفاده از گمانه های موجود که برای ذخیره حرارت اضافی به دست آمده در تابستان که به‌طور فعال برای بالا بردن درجه حرارت در ذخایر حرارتی بزرگ در خاک است ایجاد شود و در نتیجه این گرما می‌تواند به صورت آسان تر (و ارزانتر) در زمستان استخراج شود. انتقال حرارت بین فصلی توسط گردش آب موجود در لوله‌های قرار گرفته در پوشش‌های جمع‌آوری حرارت خورشیدی انجام می‌گیرد و حرارت را به ذخایر گرمای ایجاد شده درگمانه‌ها منتقل می‌کند. با استفاده از پمپ گرمائی منابع زمین در زمستان گرمای موجود در ذخایر حرارتی استخراج می‌شود برای گرمایش محیط از طریق گرمایش کف. به دلیل شروع کار پمپ‌های گرمائی با دمای ۲۵ درجه سانتیگراد (۷۷ درجه فارنهایت) که از ذخایر گرما حاصل می‌شود به جای دمای پایین ۱۰ درجه سانتیگراد (۵۰ درجه فارنهایت) زمین سبب ضریب بالای عملکردی می‌شود.
سیستم BTES در کالج ریچارد استاکتون از سال ۱۹۹۵ در اوج دمای در حدود ۲۹ درجه سانتیگراد (۲/۸۴ فارنهایت) که متشکل از ۴۰۰ گمانه به عمق ۳۰۰ متر (۴۲۷ فوت) در محدوده پارکینگ ۵/۳ هکتاری مشغول به کار است این سیستم گرما و را تنها ۲ درصد در طول شش ماه از دست می‌دهد. حداکثر دما برای ذخایر BTES 85 درجه سانتیگراد (۱۸۵ درجه فارنهایت) است که این به دلیل خاصیت‌های لوله‌های PEX که برای BHES بکار می‌رود است.
اما اکثراً به این دما نمی‌رسد گمانه‌ها می‌توانند به صورت قطعات کوچک و نامنظم سنگ ویا پر از آب بسته به شرایط زمین باشند و معمولاً انتظار می‌رود که عمری بیش از ۱۰۰ سال داشته باشد.
هر دوی BTES و سیستم گرمایش منطقه مرتبط با آن می‌توانند به تدریج بعد از شروع عملیات گسترش یابند، به عنوان مثال نکار سولم در آلمان به‌طور کلی ذخایر BTES کاربری زمین را مختل می‌کند ومی تواند زیر ساختمان‌ها، زمین‌های کشاورزی و پارکینگ‌ها وجود داشته باشد.

### CTES(بخار یا معدن ذخیره انرژی حرارتی)
ذخایر STES ممکن است در معادن آب گرفته، اتاق‌هایی که برای همین هدف ساخته شده یا مخازن نفت رها شدهٔ زیرزمینی باشد. (برای مثال معادن کریستالی سفره‌های سخت در نروژ)، در صورتی که به اندازه کافی به منابع گرم (یا سرد) نزدیک باشند.
انرژی ستون بندی در طول ساخت و ساز ساختمان‌های بزرگ، مبدل‌های حرارتی BHS مشابه همان‌هایی که برای BTES بکار می‌روند، به صورت مارپیچ در داخل قفس‌های میله‌های تقویت شده برای ایجاد ستون وارد می‌شوند و با بتن در آن مکان پر می‌شوند. این ستون‌ها و لایه‌های اطراف آن تبدیل به رسانهٔ ذخیره‌سازی می‌شوند.

### ذخایر گودالی
چاله‌های حفر شده کم عمق که اندود شده‌اند، توسط شن و آب پر می‌شوند. به عنوان رسانای ذخیره‌سازی برای STES سیستم‌های گرمایی در بسیاری از مناطق دانمارک بکار می‌روند. گودال‌های ذخیره توسط یک لایه عایق و سپس خاک پوشانده می‌شوند و برای کشاورزی یا اهداف دیگر مورد بهره‌برداری قرار می‌گیرند. سیستم Marstalدانمارک یک مطالعهٔ موردی استکه درابتدا ۲۰٪ از حرارت مور نیاز یک سال روستا را مهیا می‌کرده و در حال حاضر گسترده شده‌است و این میزان به دو برابر آن رسیده‌است.

### ذخیره‌سازی آب در مقاس بزرگ
مخازن ذخایر آب STES را می‌توان بر روی زمین ساخت و بعد آن‌ها را عایق بندی سپس با خاک پوشانده می‌شود.

### مبدلهای حرارتی افقی
برای راه‌اندازی در مقیاس کوچک یک وسیله برای تبدیل حرارت که از لوله‌های پلاستیکی ساخته شده و آن را می‌توان در عمق کم در یک فندق دفن کرد و STES به وجود آورد.

### ساختمان‌های باریک زمین
با ذخیره‌سازی حرارتی منفعل در اطراف خاک (در زیر بهتر توضیح داده شده‌است).

## همایش وسازمانها
آژانس بین‌المللی انرژی برای حفاظت انرژی از طریق برنامه ذخیره‌سازی انرژی (ECES) از سال ۱۹۸۱ هر سه سال یک بار کنفرانس جای انرژی برگزار کرده‌است. همایش‌ها در اصل منحصراً بر روی (STES) تمرکز داشته‌اند، اما در حال حاضر که این تکنولوژی پیشرفت کرده بقیه موضوعات مانند تغییر فازی مواد (PCM) و ذخیره‌سازی انرژی الکتریکی را نیز پوشش می‌دهد. از سال ۱۹۸۶ هر کنفرانس دارای پسوند stock (به معنی ذخیره‌سازی) در آخر اسم است مثلاً Therma stock ،Ecostock که آن‌ها درمکان‌های مختلفی در سراسر جهان برگزار می‌شود.
آخرین آن‌ها Inno stock (دوازدهمین کنفرانس بین‌المللی ذخیره‌سازی انرژی گرمایی) در لیدا، اسپانیا بوده، کنفرانس 2015 Green stock در پکن برگزار خواهد شد.
برنامه IEA-ECES کار شورای بین‌المللی پیشین را برای ذخیره‌سازی انرژی گرمایی ادامه می‌دهد که از سال ۱۹۷۸ تا ۱۹۹۰ یک خبر نامه سه‌ماهه داشته و در ابتدا توسط وزارت انرژی ایالات متحده حمایت می‌شده. خبرنامه در ابتدا خبرنامهٔ ATES نامیده می‌شد و بعداً زمانی که فناوری BTES عملی شد نام آن به خبر نامهٔ STES تغییر پیدا کرد.

## استفاده از ETES برای ساختمان‌های بی مقاومت گرم شده کوچک
برای گرمایش منفعلانه کوچک ساختمان‌ها از خاک مجاور ساختمان به عنوان یک مخزن حرارتی فصلی در دمای سرد که در چرخه سالانه به حداکثر دمای مشابه به میانگین سالانه دمای هوا است می‌رسد.
با کشیدن پایین دما برای گرما زایی در ماه‌های سرد استفاده می‌شود چنین سیستم‌هایی که از ویژگی طراحی ساختمان است، تفاوت‌های ساده ولی قابل توجه آن‌ها با ساخمان‌های سنتی است که ضروری است. در عمق حدود ۲۰ فوتی (m 61) در خاک. درجه حرارت به‌طور طبیعی در طول سال اگر پایین کشیدن دما از ظرفیت طبیعی ذخیرهٔ حرارتی خورشیدی بیشتر نشود ثابت است. چنین ذخایری در یک محدوده باریک از درجه حرارت ذخیره شده در یک سال فعالیت می‌کنند که این با سیستم‌های STES که قبلاً توضیح داده شده و برای اختلاف‌های درجه حرارت زیاد در نظر گفته شده متفاوت یا مخالف است.
دو فناوری عمومی ساختمان خورشیدی منفعل در سال‌های ۱۹۷۰ و ۱۹۸۰ در ایالات متحده توسعه داده شده‌است. آن‌ها از انتقال سیستم دو طرفه از خاکی که عایق شده و از رسیدن رطوبت نگهداری شده‌است را به عنوان یک رسانه ذخیره‌سازی فصلی برای گرم کردن فضا کرده‌اند، با هدایت سیستم به عنوان روش بازگشت گرما استفاده کرده‌اند. در این روش، ذخیره‌سازی سالانه منفعل PAHS گرمای خورشیدی توسط پنجره‌های ساختمان و سطح نیروی ساختمان گرفته شده و از طریق زمین‌ها، دیوارها، و بعضی مواقع سقف به خاک حرارتی بافر مجاور ساختمان منتقل می‌شوند.
زمانی که فضاهای داخلی از رسانهٔ ذخیره‌سازی خنک تر باشد، حرارت به فضای زندگی برگردانده می‌شود.
در روش‌های دیگر زمین گرمایی سالانه خورشیدی (AES). با استفاده از یک جمع‌کننده حرارت خورشیدی جداگانه، حرارت را ذخیره می‌کنند. گرمای گرفته شده به دستگاه‌های ذخیره (خاک، بستر ماسه یا مخزن آب) یا به صورت منفعلانه به وسیله هدایت از رسانه انتقال گرما (برای مثال هوا یا آب) یا به‌طور فعال توسط پمپاژ آن منتقل می‌شود. این روش معمولاً برای جاهایی که با ظرفیت گرمایش ۶ ماهه طراحی شده باشند استفاده می‌شود.
برخی از نمونه‌های استفاده از ذخیره‌سازی خورشیدی در سراسر جهان عبارتند از suffolkone در یک کالج در آنجلیا انگلستان از لوله‌های جمع‌آوری گرما که در مکان دور زدن اتوبوس‌ها دفن شده‌اند انرژی خورشیدی را جمع کرده و در ۱۸۱۰۰ متر (f 330) نگهداری می‌کنند برای گرمایش در زمستان استفاده می‌کنند. مجموعه درک لندیک شولاز در کانادا، از جمع‌کننده‌های حرارتی خورشیدی قرار گرفته وبر روی سقف ۵۲ خانه استفاده می‌کنند و سپس گرما را به ترتیب میله‌هایی که در عمق ۳۵ متری(feet 115)هستند ذخیره می‌کنند دمای زمین به بیش از ۷۰ درجه سانتیگراد می‌رسد که بعداً گرمایش منفعلانه ساختمان استفاده می‌شود این طرح از سال ۲۰۰۷ به صورت موفقیت آمیزی در جریان است. در دانمارک ۸۰۰۰ متر مربع بوده (86,000 sq ft) از جمع‌کننده‌های حرارت خورشیدی را برای جمع‌آوری kwh/a 4.000.000 استفاده می‌شود؛ که این حرارت در صورت تنظیم در ردیف ۵۰۵۰متری (ft 760) ذخیره می‌شوند.

## ساختمان‌های کوچک، با مخازن آب STES داخلی
تعدادی از خانه‌ها و آپارتمان‌های کوچک دارای ترکیبی از یک مخزن بزرگ آب داخلی برای ذخیره‌سازی حرارت با جمع‌کننده‌های حرارت خورشیدی که روی سقف قرار گرفته‌اند می‌باشند. دمای ذخیره ۹۰ درجه سانتی گراد (۱۹۴درجه فارنهایت) برای عرضه کردن آب گرم داخلی و حرارت کافی فضا است.
واحدی در oberburg سوئیس که در سال ۱۹۸۹ ساخته شده بود که دارای سه مخزن ذخیره که در کل ۱۱۸ متر مکعب (cubic feet 167/4) داشته، حرارتی که ذخیره می‌کرد، بیشتر از حرارت مورد نیاز ساختمان بوده‌است. از سال ۲۰۱۱ این نوع طراحی دوباره در ساختمان‌های جدید تکرار می‌شد.
در برلین خانه‌ای با انرژی گرمایی صفر در سال ۱۹۹۷ به عنوان بخشی از پروژه IEA قسمت (۱۳) پروژی همایش خانه‌هایی با انرژی کم ساخته شده‌است. در آنجا آب در دمای ۹۰ درجه سانتیگراد) ۱۹۴ درجه فارنهایت (در داخل مخزن ۲۰ متر مکعبی (cubic feet 706) در زیر زمین ذخیره می‌شود.
در یک نمونه مشابه که در ایرلند در سال ۲۰۰۹ به عنوان یک نمونه اولیه ساخته شده بود، ذخیره فصلی خورشیدی شامل مخزن ۲۳ متر مکعبی (cubic feet 872) که با آب پر شده و در زمین نصب شده و بسیار دقیق دور آن عایق شدهاست، برای ذخیره گرما از تخلیهٔ لول‌های خورشیدی در طول سال است.
این سیستم برای آزمایش گرما اولین خانهٔ منفعل استاندارد پیش‌ساخته شده در جهان در گلاوی ایرلند نصب شده‌است. هدف از انجام این عمل فهمیدن این مسئله است که آیا این حرارت برای از بین بردن نیاز به برق در خانه هادر ماه‌های زمستانی کافی بوده‌است.

## استفاده از STES در گلخانه
STES همچنین به صورت گسترده‌ای برای برنامه‌های کاربردی در گرمایش گلخانه‌ها استفاده می‌شود.<
ATES معمول‌ترین نوع ذخیره است که برای این کار مورد استفاده قرار می‌گیرد. در تابستان، گلخانه‌ها از طریق آب‌های زیر زمینی سبب شده از جاهایی که کاملاً سرد هستند در آب ناک سرد می‌شوند. همان آب در این فرایند گرما می‌بیند و به جاهایی که کاملاً گرم هستند در آب ناک برگردانده می‌شود. زمانی که گلخانه نیاز به گرما دارد، برای مثال گسترش فصل رشد، آب از جاهایی که گرم هستند، کشیده می‌شود و سرد می‌شوند. زمانی که کار گرمایش انجام می‌دهند دوباره به جاهای سرد برگردانده می‌شوند، این یک سیستم بسیار کار آمد خنک‌کننده و رایگان است، که تنها به پمپ‌های گردش آب نیاز دارد نه به پمپ‌های حرارتی.